# Love room
Pour les articles homonymes, voir room.
En France, une love room, inspirée des love hotels japonais, est un type d'établissement hôtelier offrant des chambres que l'on peut réserver à l'heure ou pour une nuit. 

## Historique
Le concept de love room en France s'inspire des love hotels japonais, adapté pour répondre aux spécificités culturelles et réglementations françaises. Bien que l'année exacte de l'introduction des love rooms en France ne soit pas précisément connue, le concept existait déjà au moins depuis 2011. Au début des années 2020 et 2021, la popularité des love rooms a entraîné l'apparition de nombreuses plateformes de réservation en ligne dédiées à ce type d'établissement. Les entrepreneurs français, inspirés par le succès des love hotels en Asie, en ont créé une version locale.
Depuis l'ouverture du premier établissement inspiré des love hotels, le marché des love rooms en France a connu une croissance significative, avec l'ouverture de plusieurs centaines d'établissements à travers le pays. L'intérêt pour les love rooms en France est également illustré par la popularité croissante du terme dans les recherches en ligne, passant de 12 000 recherches mensuelles en 2023 à 40 000 en 2024.

## Tentative de depôt de marque
En 2019, la société LSR prend possession de la marque « Love Room » auprès de l'INPI, revendiquant l'exclusivité sur ce terme largement utilisé, et envoie des mises en demeure à de nombreux propriétaires de love rooms, leur demandant de cesser d'utiliser ce terme sous peine de poursuites. En 2022, la société LVRM dépose une requête en annulation de la marque, estimant que le terme était générique. Après plus d'un an de procédure, le tribunal prononce l’annulation totale de la marque en 2023, une décision confirmée en appel début 2024.